# 市樓二
市樓二（ο Ser、ο Serpentis）是位於赤道星座巨蛇座尾段的一顆孤獨的恆星。根據從地球上看到每年18.83mas的視差偏移，它距離太陽約173光年。這顆恆星的視星等為肉眼可見的+4.26等。
這是一顆白色的A型主序星，其恆星分類為A2 Va。它位於不穩定帶的低處，並且被分類為盾牌座δ型變星。這顆恆星的視星等在4.26〜4.27等之間變化，週期為76分鐘，即0.053天。
估計這顆恆星的質量是太陽質量的2.13倍，半徑是太陽半徑的2.2倍。年齡大約5億年，並且以112.6 km/s的預計轉速旋轉。從光球在8,972K的有效溫度下，市樓二輻射的光度是太陽光度的42.6倍。
1909年，共生新星巨蛇座RT儘管它只達到了10等最高星等，但它出現在市樓二附近。